# Anthony Bushell
Anthony Bushell (Westerham, Kent, 19 de maig de 1904 − Oxford, 2 d'abril de 1997) va ser un actor i director de cinema anglès.

## Filmografia

### Actor
Cinema
- 1929: Disraeli: Lord Charles Deeford
- 1929: The Show of Shows (part Enric VI)
- 1930: Lovin' the Ladies: Brooks
- 1930: Journey's End: 2n Tinent Hibbert
- 1930: The Flirting Widow: Robert 'Bobby' Tarbor
- 1930: Three Faces East: Cap. Arthur Chamberlain
- 1931: The Royal Bed: Freddie Granton
- 1931: Born to Love: Leslie Darrow
- 1931: Chances: Tom Ingleside
- 1931: Five Star Final: Phillip Weeks
- 1931: Expensive Women: Arthur Raymond
- 1932: A Woman Commands: Tinent Iwan Petrovitch
- 1932: Shop Angel: Larry Pemberton
- 1932: Vanity Fair: Dobbin
- 1932: Escapade: Philip Whitney
- 1932: The Silver Greyhound: Gerald Varrick
- 1932: Sally Bishop: Bart
- 1932: The Midshipmaid: Tinent Valentine
- 1933: The Ghoul: Ralph Morlant
- 1933: I Was a Spy: Otto
- 1933: Channel Crossing: Peter Bradley
- 1933: Red Wagon: Toby Griffiths
- 1933: Crime on the Hill: Tony Fields
- 1934: Love at Second Sight: Bill
- 1934: Lilies of the Field: Guy Mallory
- 1934: Soldiers of the King: Ronald Jamieson
- 1934: Forbidden Territory: Rex Farringdon
- 1934: La Pimpinella Escarlata (The Scarlet Pimpernel): Sir Andrew Ffoulkes
- 1935: Admirals All: Steve Langham
- 1936: Dusty Ermine: Inspector Forsythe
- 1937: The Angelus: Brian Ware
- 1937: Dark Journey: Bob Carter
- 1937: Farewell Again: Roddy Hammond
- 1937: Return of the Scarlet Pimpernel: Sir Andrew Foulkes
- 1938: The Rebel Son: Andrei Bulba
- 1939: The Lion Has Wings: Pilot
- 1939: The Arsenal Stadium Mystery: John Doyce
- 1944: For Those in Peril
- 1948: Hamlet
- 1949: The Small Back Room: Cor. Strang
- 1950: The Angel with the Trumpet: Baron Hugo Traun
- 1950: The Miniver Story: Dr. Kaneslaey
- 1951: The Long Dark Hall: Clive Bedford
- 1951: High Treason: Maj. Elliott
- 1952: Who Goes There!: Major Guy Ashley
- 1953: Paracaigudistes (The Red Beret): Major General A.B.C. Whiting
- 1954: El cavaller negre (The Black Knight): El rei Arthur
- 1954: La plana encesa (The Purple Plain): Cor. Aldridge
- 1956: The Black Tent: Ambaixador Baring
- 1956: La batalla del Riu de la Plata (The Battle of the River Plate): Mr Millington Drake
- 1957: Bitter Victory: General R.S. Patterson
- 1958: The Wind Cannot Read: Brigadier
- 1958: L'última nit del Titanic (A Night to Remember): Cap. Arthur Rostron
- 1959: Desert Mice: Plunkett
- 1961: The Queen's Guards: Major Cole

Televisió
- 1939: Murder on the Second Floor (telefilm): Hugh Bromilow
- 1958: Quatermass and the Pit (sèrie TV) (6 episodis): Coronel James Breen
- 1959: The Hill (telefilm): Centurió
- 1959: Invisible Man (sèrie TV) (1 episodi): General Martin
- 1959: The Four Just Men (sèrie TV) (1 episodi):
- 1961: Danger Man (sèrie TV) (1 episodi): Lotsbeyer
- 1962: Sir Francis Drake (sèrie TV) (1 episodi): Tom Doughty
- 1963: The Sentimental Agent (sèrie TV) (1 episodi): Major Nelson
- 1964: Drama 61-67 (sèrie TV) (1 episodi): Tinent General Priest

### Director
Cinema
- 1950: The Angel with the Trumpet
- 1951: The Long Dark Hall
- 1961: The Terror of the Tongs